# Episodi di Due onesti fuorilegge (seconda stagione)
La seconda stagione della serie televisiva Due onesti fuorilegge è stata trasmessa in anteprima negli Stati Uniti d'America dalla ABC tra il 16 settembre 1971 e il 2 marzo 1972.
| nº | Titolo originale                      | Titolo italiano | Prima TV USA      | Prima TV Italia |
| -- | ------------------------------------- | --------------- | ----------------- | --------------- |
| 1  | The Day They Hanged Kid Curry         |                 | 16 settembre 1971 |                 |
| 2  | How to Rob a Bank in One Hard Lesson  |                 | 23 settembre 1971 |                 |
| 3  | Jailbreak at Junction City            |                 | 30 settembre 1971 |                 |
| 4  | Smiler with a Gun                     |                 | 7 ottobre 1971    |                 |
| 5  | The Posse That Wouldn't Quit          |                 | 14 ottobre 1971   |                 |
| 6  | Something to Get Hung About           |                 | 21 ottobre 1971   |                 |
| 7  | Six Strangers at Apache Springs       |                 | 28 ottobre 1971   |                 |
| 8  | Night of the Red Dog                  |                 | 4 novembre 1971   |                 |
| 9  | The Reformation of Harry Briscoe      |                 | 11 novembre 1971  |                 |
| 10 | Dreadful Sorry Clementine             |                 | 18 novembre 1971  |                 |
| 11 | Shootout at Diablo Station            |                 | 2 dicembre 1971   |                 |
| 12 | The Bounty Hunter                     |                 | 9 dicembre 1971   |                 |
| 13 | Everything Else You Can Steal         |                 | 16 dicembre 1971  |                 |
| 14 | Miracle at Santa Marta                |                 | 30 dicembre 1971  |                 |
| 15 | 21 Days to Tenstrike                  |                 | 6 gennaio 1972    |                 |
| 16 | The McCreedy Bust: Going, Going, Gone |                 | 13 gennaio 1972   |                 |
| 17 | The Man Who Broke the Bank at Red Gap |                 | 20 gennaio 1972   |                 |
| 18 | The Men That Corrupted Hadleyburg     |                 | 27 gennaio 1972   |                 |
| 19 | The Biggest Game in the West          |                 | 3 febbraio 1972   |                 |
| 20 | Which Way to the O.K. Corral?         |                 | 10 febbraio 1972  |                 |
| 21 | Don't Get Mad, Get Even               |                 | 17 febbraio 1972  |                 |
| 22 | What's in It for Mia?                 |                 | 24 febbraio 1972  |                 |
| 23 | Bad Night in Big Butte                |                 | 2 marzo 1972      |                 |